# Marion Arnold
Marion Arnold, južnoafriško-angleška slikarka, * 1947, London, Anglija.
Arnoldova je bila predavateljica na Univerzi Južne Afrike (1979-1992) in vodja umetnostno zgodovinsko-teoretičnega oddelka na Univerzi v Stellenboschu (1996-2000).
V svojih slikah se predvsem osredotoči na predstavitev feminističnega gibanja, upodobitve močnih žensk,...